# Skrälingön
Skrälingön (engelska: Skraeling Island) är en ö i Nares sund, nära Ellesmereön i provinsen Nunavut i Kanada. Namnet kommer från skrälingar, nordmännens namn på folken de stötte på i Nordamerika. På ön finns rika arkeologiska fynd som visar på handelsutbyte mellan thulefolket och nordmän.